# Kəbirli (Ağcabədi)
Kəbirli è un comune dell'Azerbaigian situato nel distretto di Ağcabədi. Conta una popolazione di 1 985 abitanti.